# Episodi di Studio One (seconda stagione)
La seconda stagione della serie televisiva Studio One è andata in onda negli Stati Uniti dal 12 settembre 1949 al 26 giugno 1950 sulla CBS.
| nº | Titolo originale            | Prima TV USA      |
| -- | --------------------------- | ----------------- |
| 1  | Kyra Zelas                  | 12 settembre 1949 |
| 2  | The Rival Dummy             | 19 settembre 1949 |
| 3  | The Outward Room            | 26 settembre 1949 |
| 4  | Mrs. Moonlight              | 3 ottobre 1949    |
| 5  | The Light That Failed       | 10 ottobre 1949   |
| 6  | The Storm                   | 17 ottobre 1949   |
| 7  | Battleship Bismark          | 24 ottobre 1949   |
| 8  | Concerning a Woman of Sin   | 31 ottobre 1949   |
| 9  | The Husband                 | 7 novembre 1949   |
| 10 | Two Sharp Knives            | 14 novembre 1949  |
| 11 | Of Human Bondage            | 21 novembre 1949  |
| 12 | At Mrs. Beam's              | 28 novembre 1949  |
| 13 | Henry IV                    | 5 dicembre 1949   |
| 14 | Jane Eyre                   | 12 dicembre 1949  |
| 15 | Mary Poppins                | 19 dicembre 1949  |
| 16 | The Inner Light             | 26 dicembre 1949  |
| 17 | Riviera                     | 2 gennaio 1950    |
| 18 | Beyond Reason               | 9 gennaio 1950    |
| 19 | Give Us Our Dream           | 16 gennaio 1950   |
| 20 | The Rockingham Tea Set      | 23 gennaio 1950   |
| 21 | Father and the Angels       | 30 gennaio 1950   |
| 22 | The Loud Red Patrick        | 6 febbraio 1950   |
| 23 | Flowers from a Stranger     | 13 febbraio 1950  |
| 24 | The Wisdom Tooth            | 20 febbraio 1950  |
| 25 | The Willow Cabin            | 27 febbraio 1950  |
| 26 | The Dreams of Jasper Hornby | 6 marzo 1950      |
| 27 | The Dusty Godmother         | 13 marzo 1950     |
| 28 | The Survivors               | 20 marzo 1950     |
| 29 | A Passenger to Bali         | 27 marzo 1950     |
| 30 | The Scarlet Letter          | 3 aprile 1950     |
| 31 | Walk the Dark Streets       | 10 aprile 1950    |
| 32 | Torrents of Spring          | 17 aprile 1950    |
| 33 | The Horses Mouth            | 24 aprile 1950    |
| 34 | Miracle in the Rain         | 1º maggio 1950    |
| 35 | A Wreath of Roses           | 8 maggio 1950     |
| 36 | The Ambassadors             | 15 maggio 1950    |
| 37 | The Room Upstairs           | 22 maggio 1950    |
| 38 | The Man Who Had Influence   | 29 maggio 1950    |
| 39 | The Taming of the Shrew     | 5 giugno 1950     |
| 40 | Zone Four                   | 12 giugno 1950    |
| 41 | There Was a Crooked Man     | 19 giugno 1950    |
| 42 | My Granny Van               | 26 giugno 1950    |

## Kyra Zelas
- Diretto da:
- Scritto da:

### Trama
- Interpreti: Richard Hart (dottor Dan Scott), Felicia Montealegre (Kyra Zelas), Betty Furness (se stessa - annunciatrice sponsor)

## The Rival Dummy
- Diretto da:
- Scritto da:

### Trama
- Interpreti: Paul Lukas (Gabbo the Great), Anne Francis (Wichita Jones), Robert H. Harris (Joe Paris), Betty Furness (se stessa - annunciatrice sponsor)

## The Outward Room
- Diretto da:
- Scritto da:

### Trama
- Interpreti: Ruth Ford, Bramwell Fletcher, Charlton Heston, John Forsythe, Betty Furness (se stessa - annunciatrice sponsor)

## Mrs. Moonlight
- Diretto da:
- Scritto da:

### Trama
- Interpreti: Katharine Bard, James MacColl, Una O'Connor, Betty Furness (se stessa - annunciatrice sponsor)

## The Light That Failed
- Diretto da:
- Scritto da:

### Trama
- Interpreti: Richard Hart (Dick Hecklar), Felicia Montealegre (Bessie), Robin Craven, Leslie Barrie, J.W. Austin, Jack Dimond, Betty Furness (se stessa - annunciatrice sponsor)

## The Storm
- Diretto da:
- Scritto da:

### Trama
- Interpreti: Marsha Hunt (Janet Wilson), John Rodney (Ben Wilson), Dean Harens (Dave), Betty Furness (se stessa - annunciatrice sponsor)

## Battleship Bismark
- Diretto da:
- Scritto da:

### Trama
- Interpreti: Paul Lukas, Vaughn Taylor, Charlton Heston (ufficiale Gunnery), William Brower (operatore radio), Leslie Nielsen, Betty Furness (se stessa - annunciatrice sponsor)

## Concerning a Woman of Sin
- Diretto da:
- Scritto da:

### Trama
- Interpreti: Iris Mann, E.G. Marshall, Dean Harens, Hildy Parks, James MacColl, Betty Furness (se stessa - annunciatrice sponsor)

## The Husband
- Diretto da:
- Scritto da:

### Trama
- Interpreti: Margaret Phillips, Robert Favart, Betty Furness (se stessa - annunciatrice sponsor)

## Two Sharp Knives
- Diretto da:
- Scritto da:

### Trama
- Interpreti: Stanley Ridges, Wynne Gibson, Theodore Newton, Peggy French, Richard Purdy, Hildy Parks, Robert Emhardt (Mr. Carroll - District Attorney), Seth Arnold, William Lee, Tony Pellerin, Paul Porter, Richard Robbins, Abe Vigoda, Roland Wood, Charles Kuhn, Richard Martin, Frank Marr, John Vivyan, Len Lesser, William Witt, Elmer Lehr, Judith Rich, Betty Furness (se stessa - annunciatrice sponsor)

## Of Human Bondage
- Diretto da:
- Scritto da:

### Trama
- Interpreti: Charlton Heston (Philip Carey), Felicia Montealegre (Mildred Rogers), Guy Sorel (Henry Griffiths), E.A. Krumschmidt, Philippa Bevans, Robin Craven, Faith Brook, Betty Furness (se stessa - annunciatrice sponsor)

## At Mrs. Beam's
- Diretto da:
- Scritto da:

### Trama
- Interpreti: Eva Gabor (Laura Pasquale), John Baragrey (Colin Langford), Mildred Natwick (Mrs. Beam), Cathleen Cordell (Miss Shoe), Betty Furness (se stessa - annunciatrice sponsor)

## Henry IV
- Diretto da:
- Scritto da:

### Trama
- Interpreti: Richard Purdy (Henry IV), Catherine Willard (Matilda), Berry Kroeger (barone Tito Valkyrie), Virginia McMahon (Frieda), Betty Furness (se stessa - annunciatrice sponsor)

## Jane Eyre
- Diretto da:
- Scritto da:

### Trama
- Interpreti: Charlton Heston (Edward Rochester), Mary Sinclair (Jane Eyre), Betty Furness (se stessa - annunciatrice sponsor), Adelaide Klein, Ethel Remey (Mrs. Fairfax), Viola Roache (Blanche Ingram), Joan Wetmore (Grace Poole)

## Mary Poppins
- Diretto da:
- Scritto da:

### Trama
- Interpreti: Mary Wickes (Mary Poppins), E.G. Marshall (George Banks), Valerie Cossart (Mrs. Banks), Iris Mann (Jane Banks), Tommy Rettig (Michael Banks), David Opatoshu (Bert - the Match Man), Betty Furness (se stessa - annunciatrice sponsor)

## The Inner Light
- Diretto da:
- Scritto da:

### Trama
- Interpreti: Margaret Phillips, Richard Purdy, Betty Furness (se stessa - annunciatrice sponsor)

## Riviera
- Diretto da:
- Scritto da:

### Trama
- Interpreti: David Opatoshu, Dolly Haas, Tonio Selwart, Betty Furness (se stessa - annunciatrice sponsor)

## Beyond Reason
- Diretto da:
- Scritto da:

### Trama
- Interpreti: Richard Derr, Haila Stoddard, Stanley Ridges, Mary Sinclair, Betty Furness (se stessa - annunciatrice sponsor)

## Give Us Our Dream
- Diretto da:
- Scritto da:

### Trama
- Interpreti: Josephine Hull, Butterfly McQueen, Charlotte Keane, Marie Powers, Betty Furness (se stessa - annunciatrice sponsor)

## The Rockingham Tea Set
- Diretto da:
- Scritto da:

### Trama
- Interpreti: Louise Allbritton (Celia Arden), Catherine Willard (Mrs. Arden), Judson Laire (dottor Waller), Katherine Emmet (Mrs. Anna Gregory), Grace Kelly (Sara Mappin), Richard McMurray (David Barr), Nell Harrison (Lizzie), Paul Grenson (se stesso - annunciatore), Betty Furness (se stessa - annunciatrice sponsor), Matt Crowley (Westinghouse Dealer in Commercial), Amanda Randolph (Margaret—Maid)

## Father and the Angels
- Diretto da:
- Scritto da:

### Trama
- Interpreti: Stanley Ridges, Dorothy Peterson, Betty Furness (se stessa - annunciatrice sponsor)

## The Loud Red Patrick
- Diretto da:
- Scritto da:

### Trama
- Interpreti: Dick Foran, Peg Hillias, Joy Geffen, Betty Furness (se stessa - annunciatrice sponsor)

## Flowers from a Stranger
- Diretto da:
- Scritto da:

### Trama
- Interpreti: Felicia Montealegre (Lorna), Yul Brynner (dottor Nestri), Robert Duke (Kim), Bill Arthur, Joe Boland, Virginia Dwyer, Grill Catherine, Lois Nettleton, Ethel Remey, Catherine Nesco, Paul Brenson (annunciatore , voce), Betty Furness (se stessa - annunciatrice sponsor)

## The Wisdom Tooth
- Diretto da:
- Scritto da:

### Trama
- Interpreti: Jack Lemmon, Barbara Bolton, Betty Furness (se stessa - annunciatrice sponsor)

## The Willow Cabin
- Diretto da:
- Scritto da:

### Trama
- Interpreti: Marsha Hunt (Kate Brookfield), Charlton Heston (Michael Knowle), Priscilla Gillette (Caroline Seward), Faith Brook (Joan Bridges), Francis Bethencourt (Jay Brookfield), Jane Seymour (Dorothy Knowle), Joan Wetmore (Mercedes Knowle), Joseph Buloff (Leopold Rokov), Francis Compton (Billy Lloyd), Margaretta Warwick (Maid), Alan Merrill (dottor Billy Wood), James Surrey (soldato), Lois Nettleton (Mona), Michael Lind (Mickey), Isabel Bonner (Brookfield's Secretary), Treva Frazee (Ceilia), Katherine Meskill (Matron), Betty Furness (se stessa - annunciatrice sponsor)

## The Dreams of Jasper Hornby
- Diretto da:
- Scritto da:

### Trama
- Interpreti: David Wayne (Jasper Hornby), Doris Rich, Thom Carney, Alan Stevenson, Barbara Cook, Robert Cromwell, William Foran, Betty Furness (se stessa - annunciatrice sponsor), Svea Grunfeld, Beverly Lawrence, Edith Skinner

## The Dusty Godmother
- Diretto da:
- Scritto da:

### Trama
- Interpreti: Macdonald Carey, Laura Weber, Mary Sinclair, Betty Furness (se stessa - annunciatrice sponsor), John Cannon (se stesso / Announcer 1950-1959 , voce)

## The Survivors
- Diretto da:
- Scritto da:

### Trama
- Interpreti: Donald Curtis, Leslie Nielsen, Stanley Ridges, Betty Furness (se stessa - annunciatrice sponsor), Robert Cromwell, Svea Grunfeld, Robert Preston, Dudley Sadler

## A Passenger to Bali
- Diretto da:
- Scritto da:

### Trama
- Interpreti: Colin Keith-Johnston (capitano English), Berry Kroeger (Mr. Walkes), Francis Compton (Mr. Chisholm), Barry Macollum (Mr. Wrangle), Harry Cooke (Mr. Slaughter), E.A. Krumschmidt (Mynheer Van Matsys), Francisco de Salvation, Khigh Dhiegh, Betty Furness (se stessa - annunciatrice sponsor), Richard Morningstar

## The Scarlet Letter
- Diretto da:
- Scritto da:

### Trama
- Interpreti: Mary Sinclair (Hester Prynne), John Baragrey (reverendo Arthur Dimmesdale), Richard Purdy (Roger Chillingworth), Betty Furness (se stessa - annunciatrice sponsor)

## Walk the Dark Streets
- Diretto da:
- Scritto da:

### Trama
- Interpreti: Franchot Tone, Sally Gracie, Patricia Ferris, Betty Furness (se stessa - annunciatrice sponsor)

## Torrents of Spring
- Diretto da:
- Scritto da:

### Trama
- Interpreti: Louise Allbritton (Gemma), John Baragrey (Sanin), Anne Bancroft, Betty Furness (se stessa - annunciatrice sponsor)

## The Horses Mouth
- Diretto da:
- Scritto da:

### Trama
- Interpreti: Burgess Meredith (Gulley Jimson), Sally Gracie, Peter Martyn, Francis Bethencourt, Betty Furness (se stessa - annunciatrice sponsor)

## Miracle in the Rain
- Diretto da:
- Scritto da:

### Trama
- Interpreti: Jeffrey Lynn (Art Hugenon), Joy Geffen (Ruth Wood), Catherine Squire (Mrs. Wood), Eleanor Wilson (Flora Ullman), Betty Furness (se stessa - annunciatrice sponsor)

## A Wreath of Roses
- Diretto da:
- Scritto da:

### Trama
- Interpreti: Conrad Nagel (Richard Elton), Charles Korvin (Francis), Betty Furness (se stessa - annunciatrice sponsor), Margaret Phillips (Camilla)

## The Ambassadors
- Diretto da:
- Scritto da:

### Trama
- Interpreti: Robert Sterling, Ilona Massey (contessa de Vionet), Judson Laire (Lambert Strether), Catherine Willard, Betty Furness (se stessa - annunciatrice sponsor)

## The Room Upstairs
- Diretto da:
- Scritto da:

### Trama
- Interpreti: Mary Sinclair, Donald Curtis, Valerie Bettis, Clay Clement, Betty Furness (se stessa - annunciatrice sponsor)

## The Man Who Had Influence
- Diretto da:
- Scritto da:

### Trama
- Interpreti: Stanley Ridges (J.C. Grant), Robert Sterling (David Grant), King Calder (agente Jim O'Rourke), Robert Pastene (Harry Cohalan), Julian Noa (giudice Dreyden), Frank McNellis (Paul Scott), Anne Bancroft (Maria Cassini), Sally Hester (Jane Scott), Esther Minciotti (Mrs. Cassini), Harold McGee (dottor Hartley), Mary Gildia (Martha the Maid), Clark Rider (capitano Conway), Frank Rolenger (ufficiale Mallory), Silvio Minciotti (Luigi - Cafe Owner), John Draper (David's Cafe Guest), Eva Marie Saint (David's Cafe Guest), Paul Rencin (annunciatore), Betty Furness (se stessa - annunciatrice sponsor), Robert Emhardt (Joe Phelps), David Winters (Tom Boyne)

## The Taming of the Shrew
- Diretto da:
- Scritto da:

### Trama
- Interpreti: Charlton Heston (Petruchio), Lisa Kirk (Katherina), Sally Chamberlin (Bianca), Henry Barnard (Lucentio), Carl Don (The Tailor), Louis Edmonds (Grumio), Betty Furness (se stessa - annunciatrice sponsor), James Gannon (Hortensio), Tom Glazer (Continuity Singer), Douglas Gordon (ubriacoen Sod), Ernest Graves (Tranio), Don Murray (Biondello), Arthur O'Connell (Curtis), Hiram Sherman (Baptista Minola), Florence Stanley (The Widow), Justice Watson (Gremio)

## Zone Four
- Diretto da:
- Scritto da:

### Trama
- Interpreti: Leslie Nielsen, Mary Sinclair, Judson Laire, Eileen Heckart, Betty Furness (se stessa - annunciatrice sponsor)

## There Was a Crooked Man
- Diretto da:
- Scritto da:

### Trama
- Interpreti: Robert Sterling (Jeff Troy), Charles Korvin (Paul Collins), Virginia Gilmore (Haila Troy), Richard Purdy (Prof. Simons), Ann Shoemaker (Mrs. Girard), Harry Cooke (Mr. Girard), Marion Scanlon (Kay Abbot), Robert Emhardt (Otis Block), James Coots (Henley), Marc Cavell (Walter), Judy Rich, Donald Keyes, Paul Brenson (annunciatore , voce), Betty Furness (se stessa - annunciatrice sponsor)

## My Granny Van
- Diretto da:
- Scritto da:

### Trama
- Interpreti: Sally Chamberlin, E.G. Marshall, Mildred Natwick, Dean Harens, Betty Furness (se stessa - annunciatrice sponsor)